# Grön havssköldpadda
Grön havssköldpadda eller soppsköldpadda (Chelonia mydas) är en art i familjen havssköldpaddor som förekommer över hela världen i tropiska och subtropiska havsområden.

## Kännetecken
Namnet syftar på skalens ovansida som ofta har en färgteckning som varierar från grönaktig till mörkbrun. Undersidan samt fogarna mellan skalens plattor är ljusgula. De flesta individer blir omkring 1,5 meter långa och vikten uppgår maximalt till 185 kg. Man har dock träffat på en individ som var 2,5 meter lång och vägde 800 kg. Själva skalet blir upp till 140 centimeter långt. Skalet är ovalt eller hjärtformigt. Extremiteterna och huvudet har en brun färg.
Vuxna honor är större än hannar. Dessutom är hannens skal spetsigare än honans. Som hos flera andra sköldpaddor har hannar en längre svans. Vid hannarnas främre extremiteter finns för övrigt en längre klo.

## Utbredning och levnadssätt

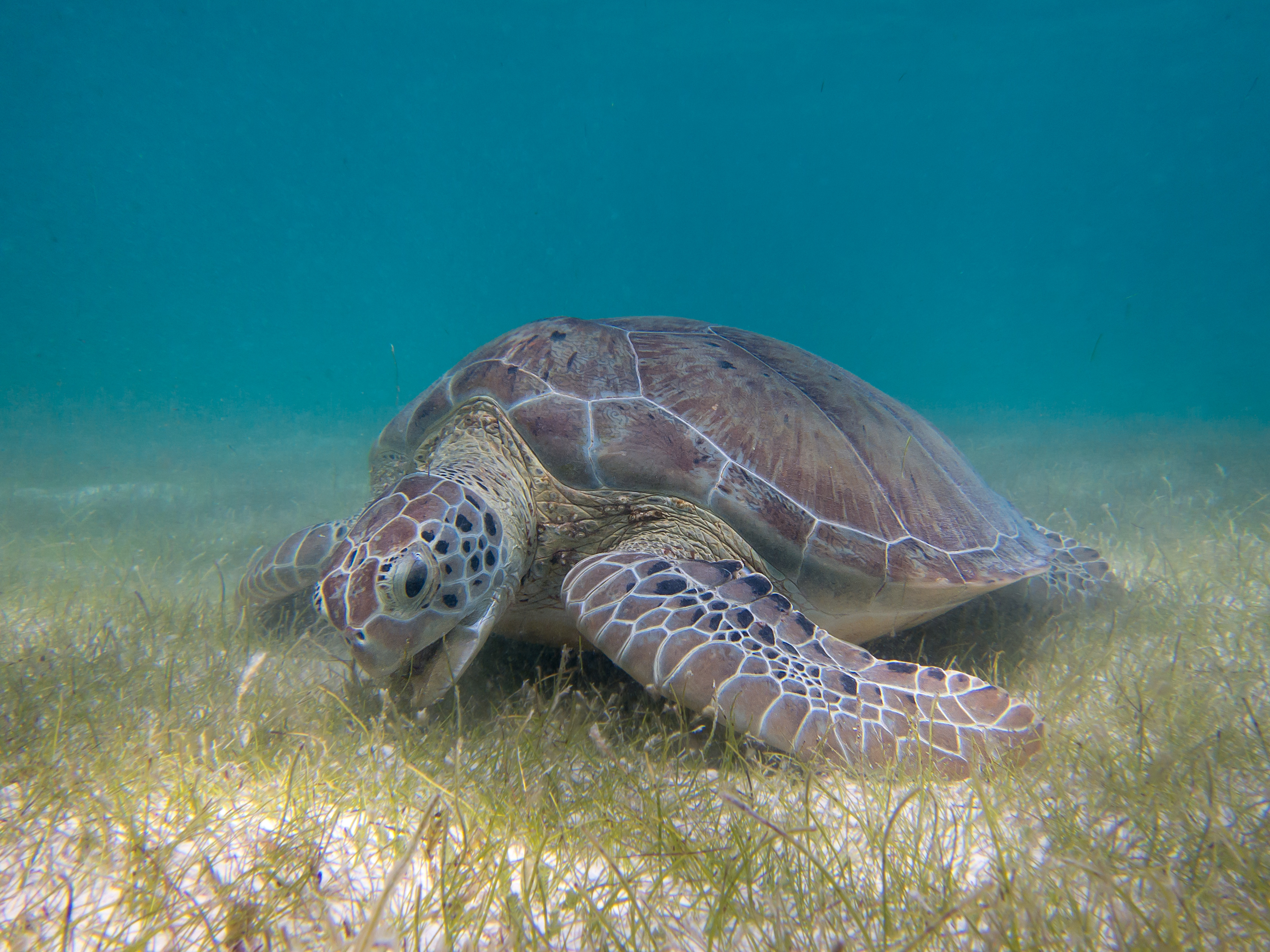
Grön havssköldpadda som äter sjögräs

Arten förekommer i nästan alla varma havsområden, däribland Medelhavet. Antalet platser där sköldpaddan lägger sina ägg uppskattas till 44.
Viktiga platser är:
- Atol das Rocas i södra Atlanten
- Lacepede Islands framför Australiens nordvästra kustlinje
- Raine Island i norra delen av Stora barriärrevet utanför Australiens nordöstra kust
- Nordvästra delen av ögruppen Hawaii
- Medelhavet vid Turkiets kustlinje
- Ascension i södra Atlanten
- Funzi Island vid Kenyas sydkust
- Akumal vid Yucatánhalvöns östkust

Ytterligare 10 av dessa platser finns på den indiska halvön.
Ungdjur är köttätare och livnär sig av tioarmade bläckfiskar (ordning Teuthida), ägg, fiskar och svampdjur.
Vuxna individer äter huvudsakligen vegetarisk föda, till exempel sjögräs.

## Fortplantning
Utanför fortplantningstiden lever individerna vanligen ensamma. Parningen sker mellan oktober och februari. Sedan läggs cirka 100 ägg per liggställe. Äggen är lika stora som en bordtennisboll. En hona kan ha flera liggställen under loppet av några veckor. Det tar ungefär två månader innan äggen kläcks. Temperaturen under denna tid bestämmer ungarnas kön; vid 28 °C uppstår enbart hannar och vid 32 °C endast honor. Ungarna gräver sig själva fram ur sanden och springer sedan till havet. Grön havssköldpadda blir könsmogen efter 10 till 15 år. Livslängden går vanligen upp till 40 eller 50 år.

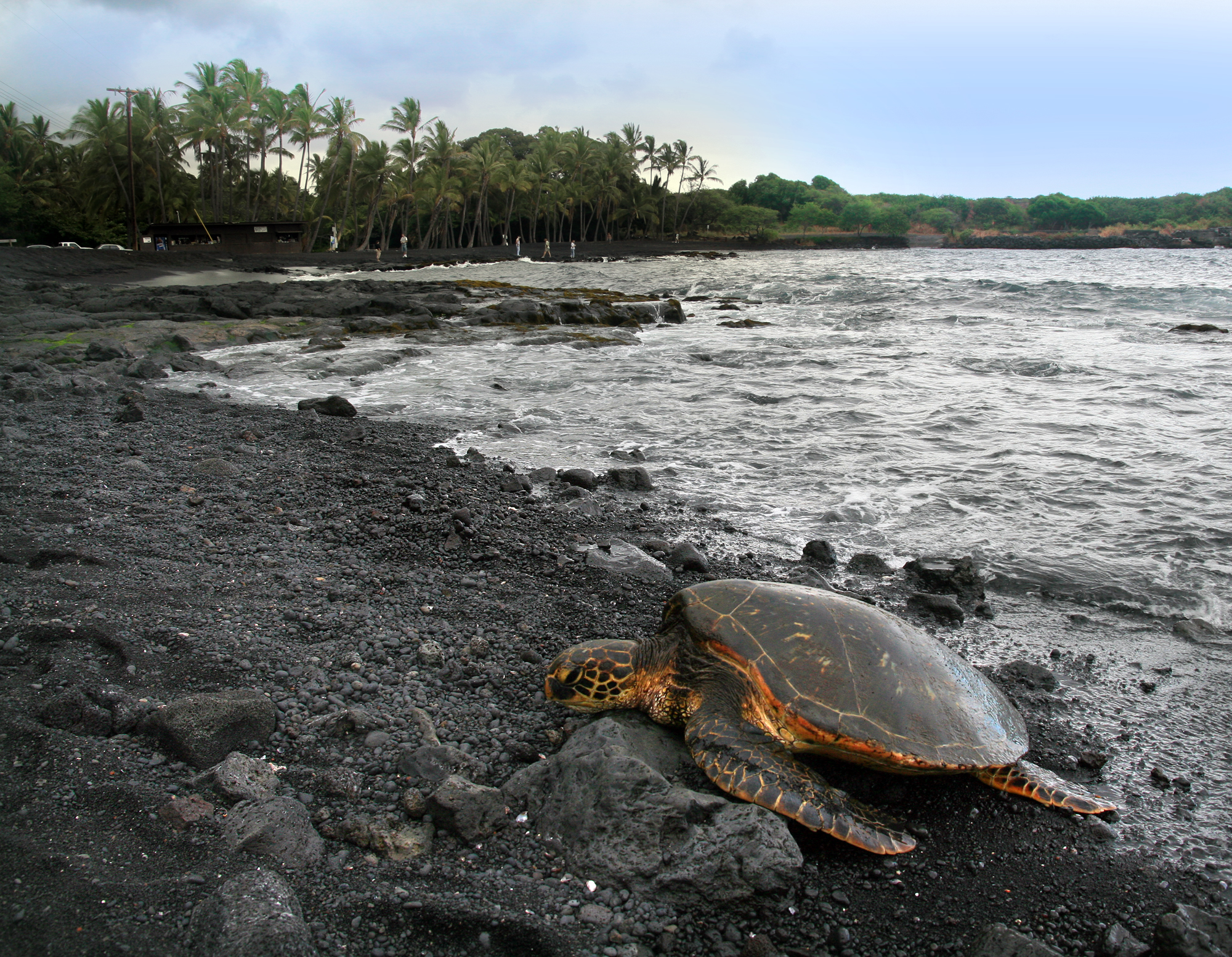
Grön havssköldpadda på Hawaii
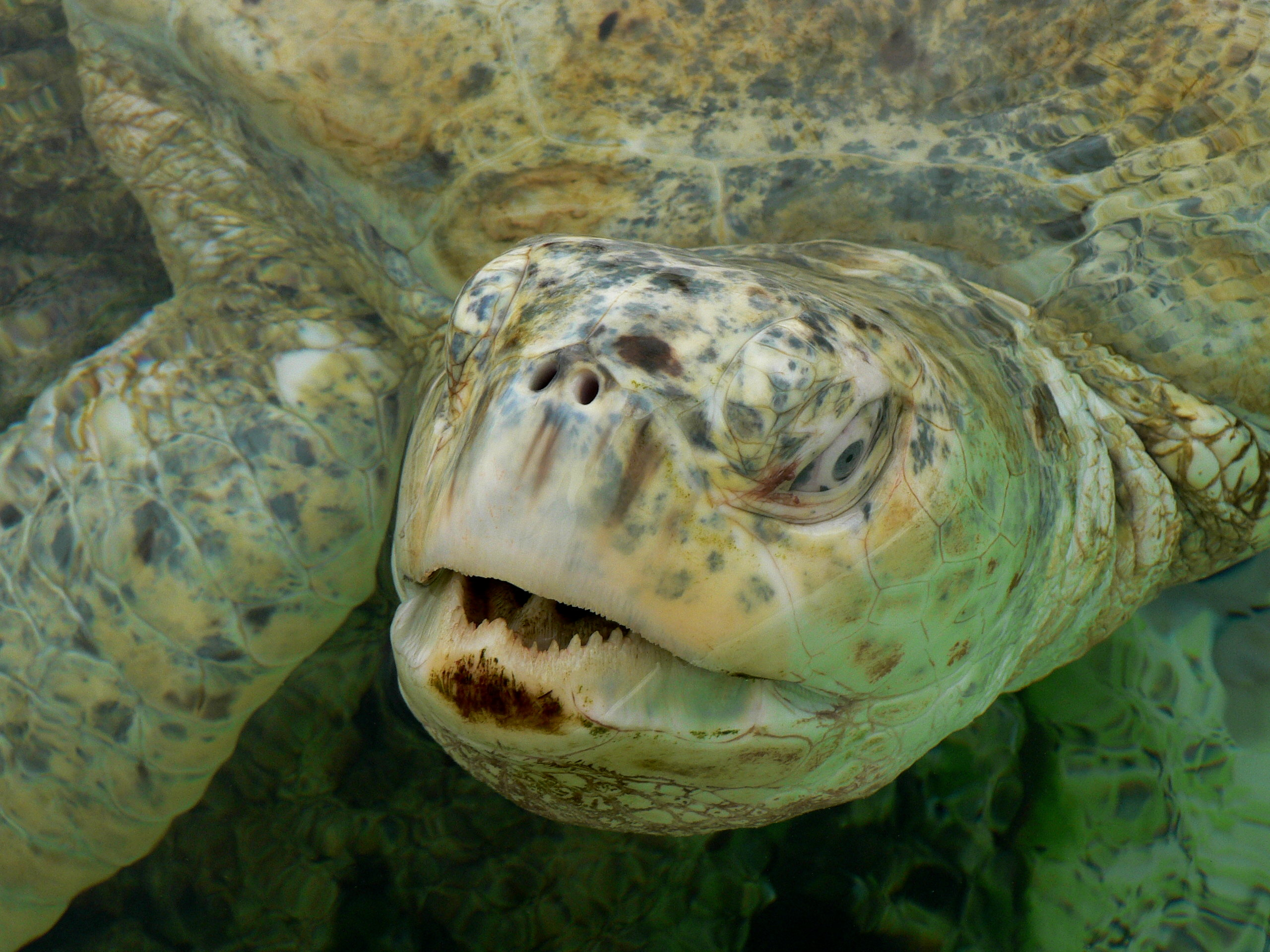
Chelonia mydas albino
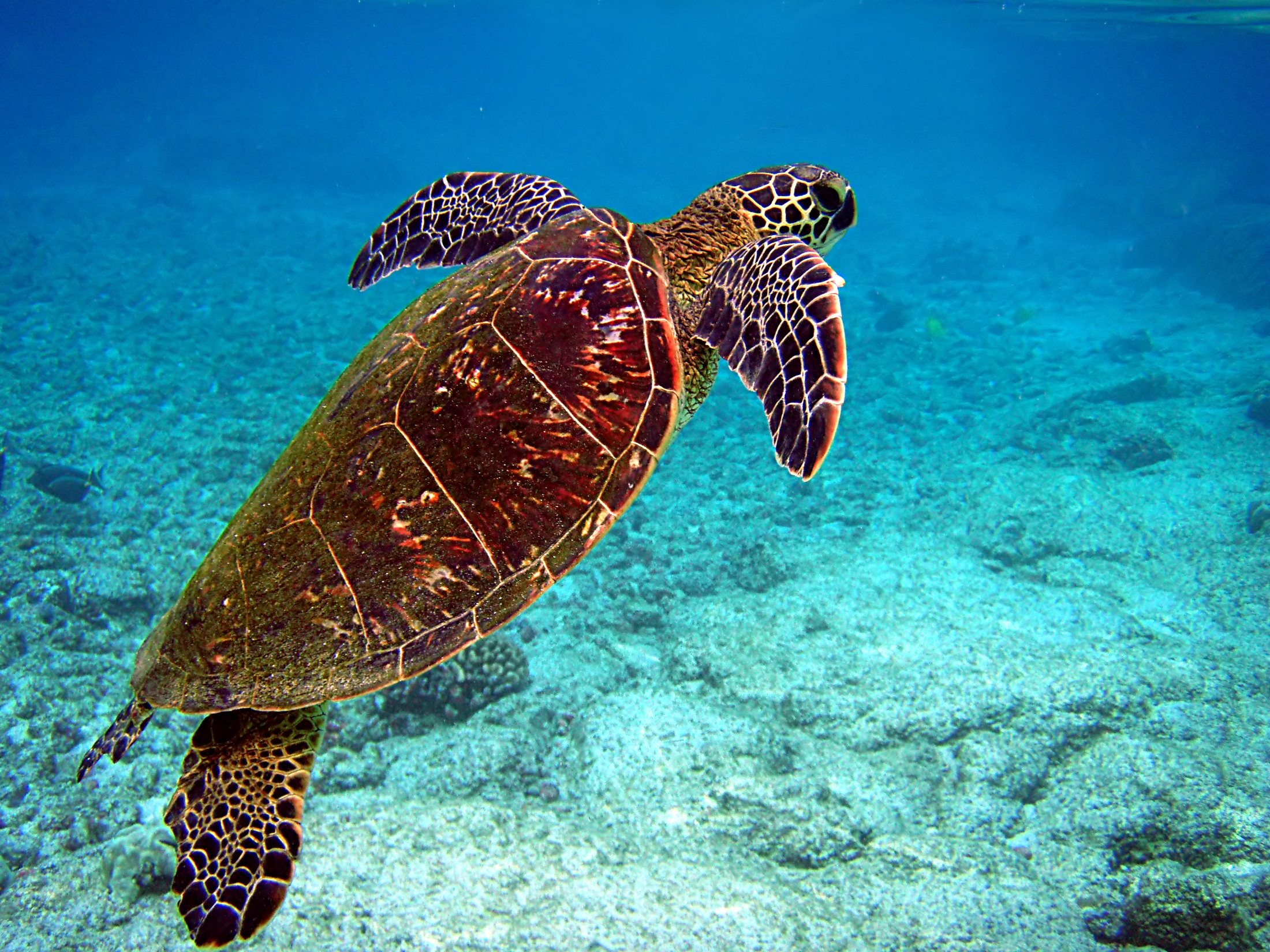
Grön havssköldpadda i vattnet
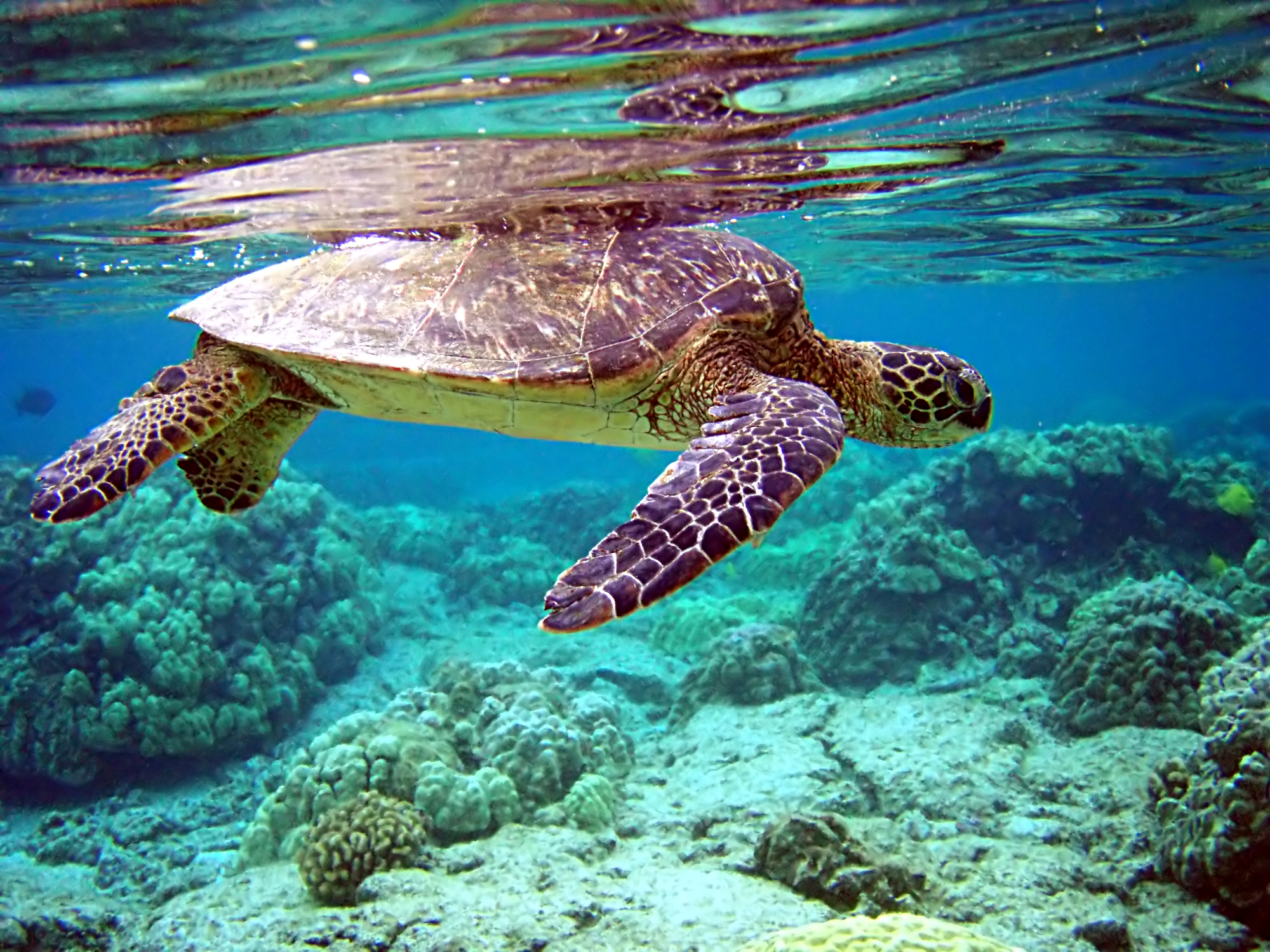
Tätt under vattenytan